# Kabinett Halldór Ásgrímsson

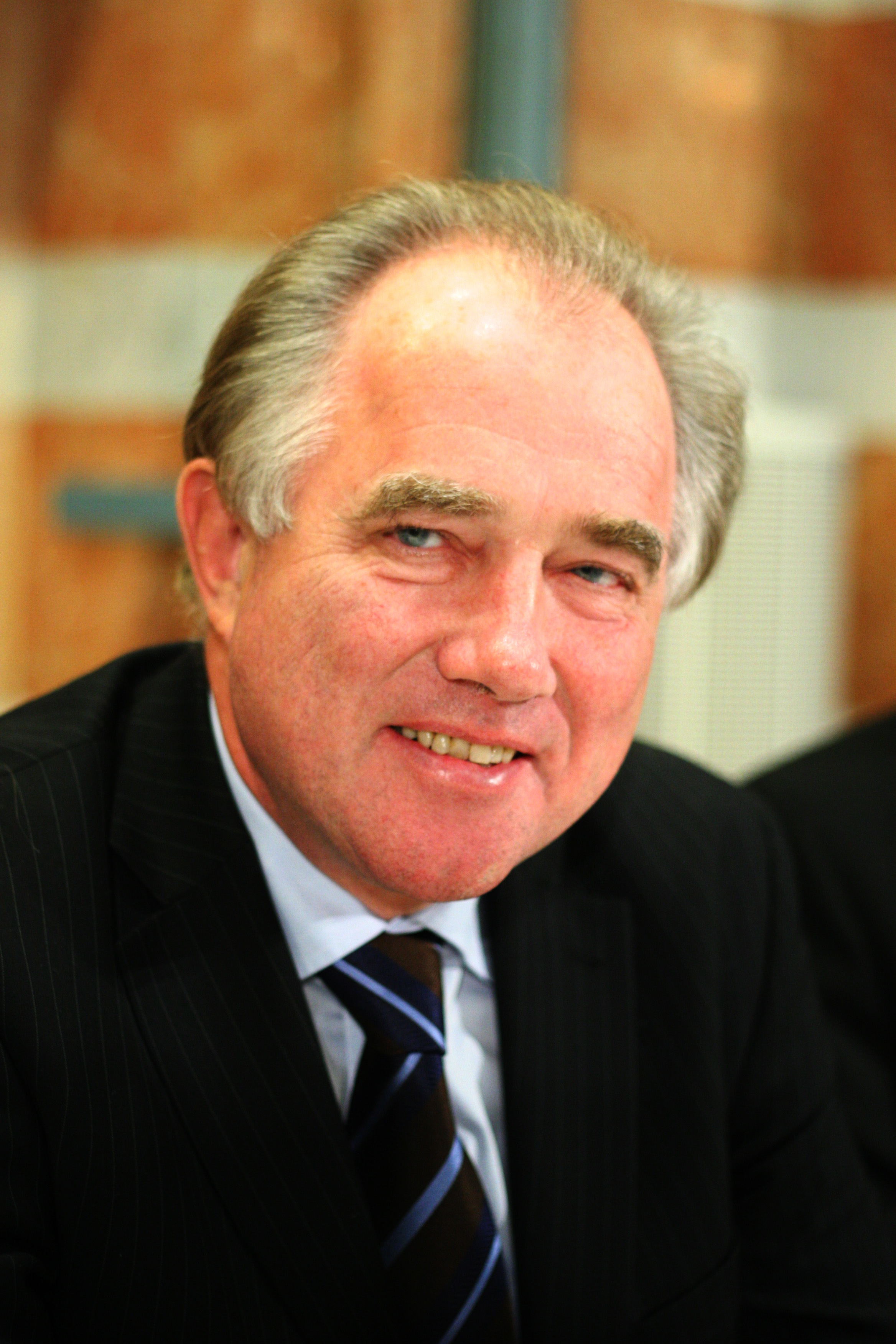
Halldór Ásgrímsson war von 2004 bis 2006 Premierminister von Island

Das Kabinett Halldór Ásgrímsson war eine Regierung der am 17. Juni 1944 ausgerufenen Demokratischen Republik Island (isländisch Lýðveldið Ísland). Es wurde am 15. September 2004 gebildet und löste das Kabinett Davíð Oddsson IV ab. Es blieb bis zum 15. Juni 2006 im Amt, woraufhin es vom Kabinett Geir Haarde I abgelöst wurde. 
Dem Kabinett gehörten Mitglieder der Fortschrittspartei (Framsóknarflokkurinn) sowie der Unabhängigkeitspartei (Sjálfstæðisflokkurinn) an.

## Regierungsmitglieder
| Amt                                                                                             | Amtsinhaber                            | Beginn der Amtszeit                   | Ende der Amtszeit                |
| ----------------------------------------------------------------------------------------------- | -------------------------------------- | ------------------------------------- | -------------------------------- |
| Premierminister                                                                                 | Halldór Ásgrímsson                     | 15. September 2004                    | 15. Juni 2006                    |
| Außenminister                                                                                   | Davíð Oddsson Geir Haarde              | 15. September 2004 27. September 2005 | 27. September 2005 15. Juni 2006 |
| Minister für Statistik (Hagstofa Íslands)                                                       | Davíð Oddsson                          | 15. September 2004                    | 27. September 2005               |
| Sozialminister                                                                                  | Árni Magnússon Jón Kristjánsson        | 15. September 2004 7. März 2006       | 7. März 2006 15. Juni 2006       |
| Fischereiminister                                                                               | Árni M. Mathiesen Einar K. Guðfinnsson | 15. September 2004 27. September 2005 | 27. September 2005 15. Juni 2006 |
| Justizminister und Minister für Kirchenangelegenheiten                                          | Björn Bjarnason                        | 15. September 2004                    | 15. Juni 2006                    |
| Finanzminister                                                                                  | Geir Haarde Árni M. Mathiesen          | 15. September 2004 27. September 2005 | 27. September 2005 15. Juni 2006 |
| Landwirtschaftsminister                                                                         | Guðni Ágústsson                        | 15. September 2004                    | 15. Juni 2006                    |
| Minister für Gesundheit und soziale Sicherheit Ministerin für Gesundheit und soziale Sicherheit | Jón Kristjánsson Siv Friðleifsdóttir   | 15. September 2004 7. März 2006       | 7. März 2006 15. Juni 2006       |
| Umweltministerin                                                                                | Sigríður Anna Þórðardóttir             | 15. September 2004                    | 15. Juni 2006                    |
| Verkehrsminister                                                                                | Sturla Böðvarsson                      | 15. September 2004                    | 15. Juni 2006                    |
| Ministerin für Industrie und Handel                                                             | Valgerður Sverrisdóttir                | 15. September 2004                    | 15. Juni 2006                    |
| Bildungsministerin                                                                              | Þorgerður Katrín Gunnarsdóttir         | 15. September 2004                    | 15. Juni 2006                    |